# Am Zeughaus 14 (Iserlohn)

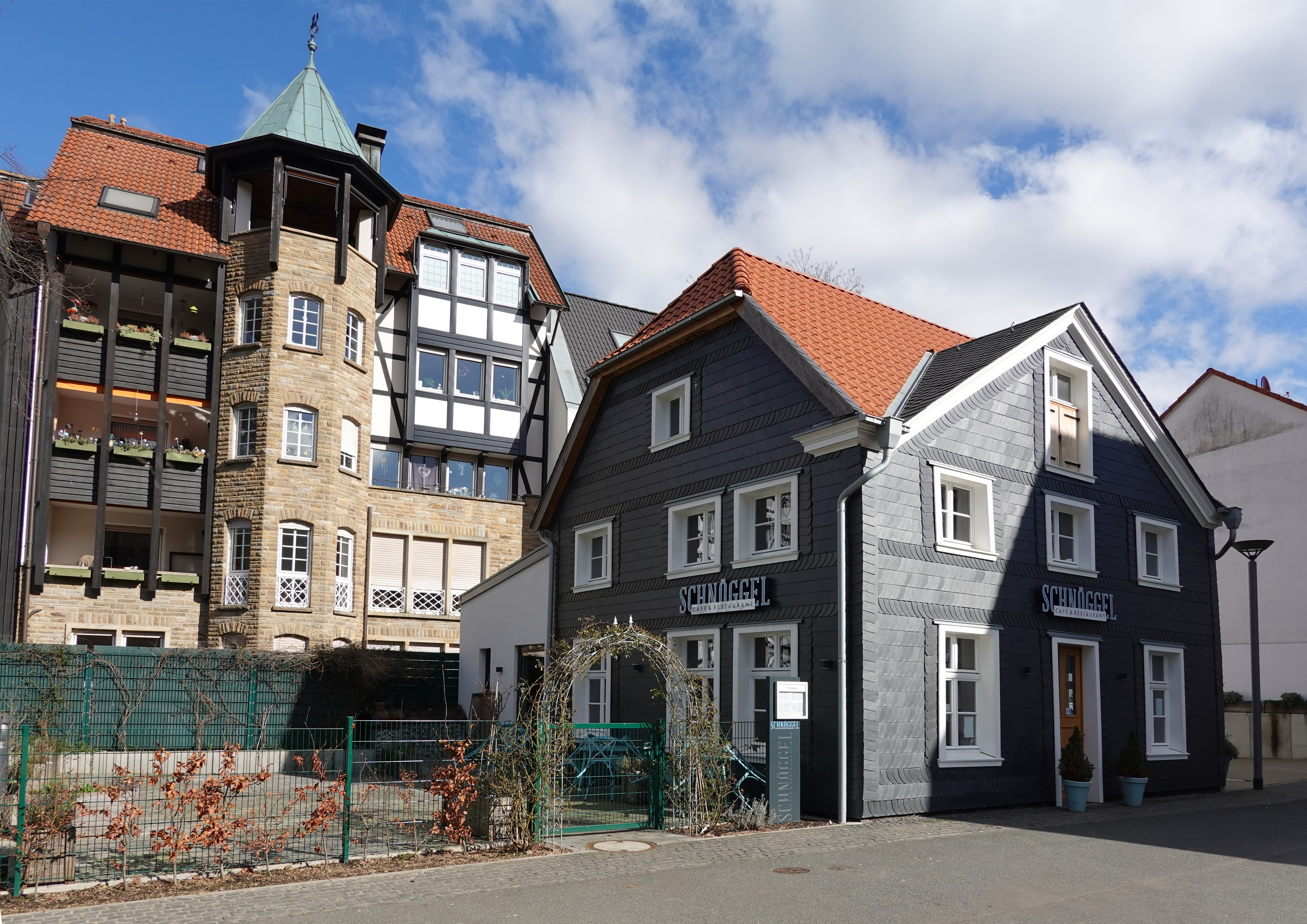
Am Zeughaus 14 (2023)

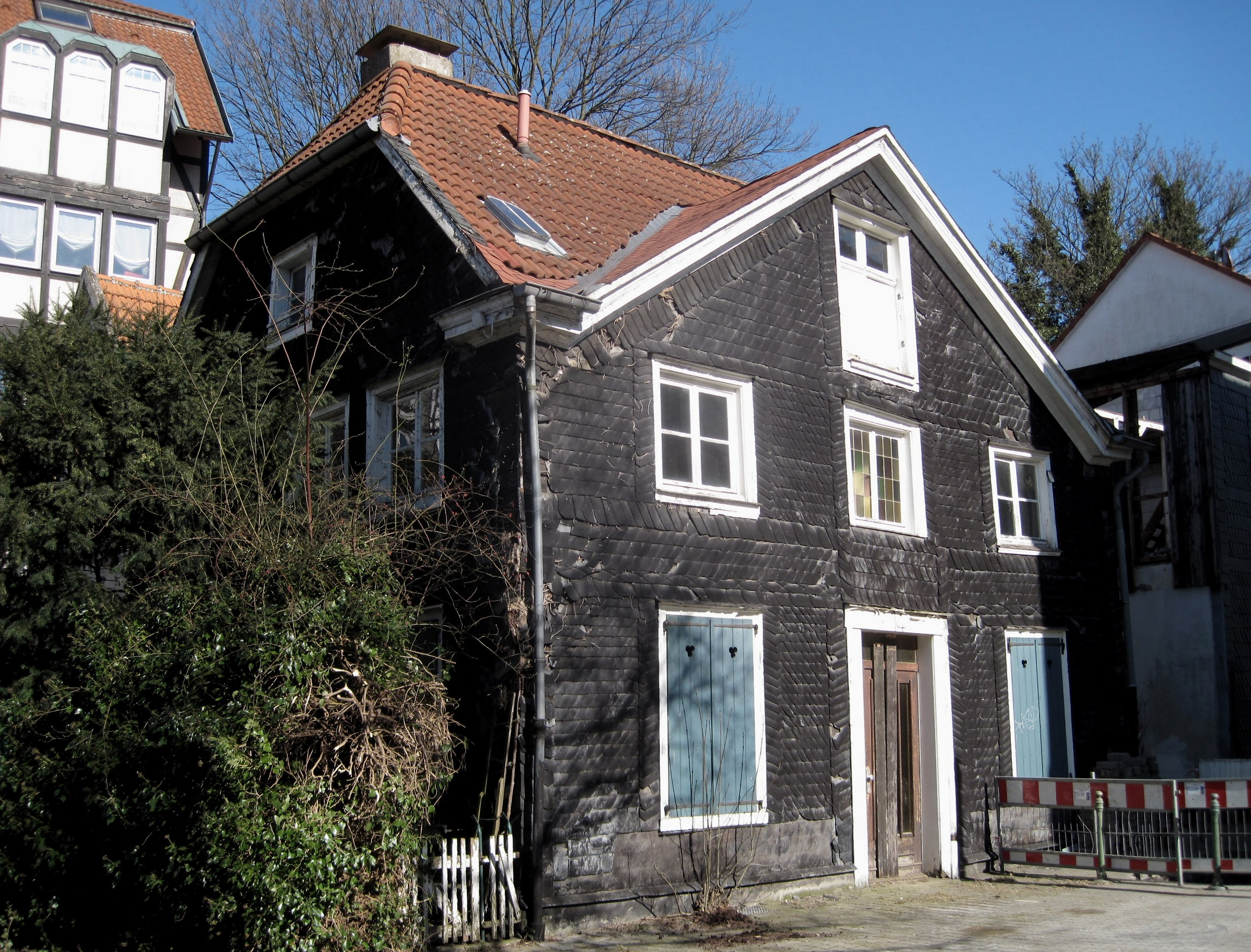
Am Zeughaus 14 (2011)

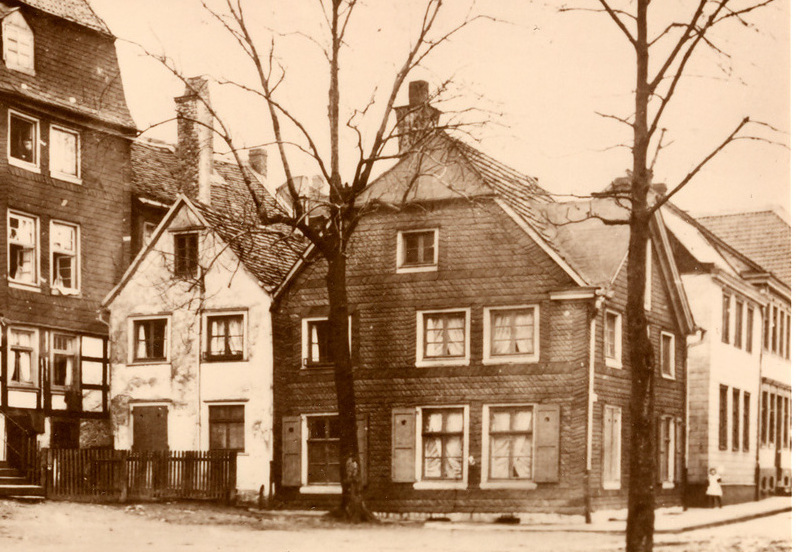
Am Zeughaus 14 (um 1910)

Das Fachwerkhaus Am Zeughaus 14 ist eines der historischen Gebäude unterhalb der Außenseite der alten Stadtmauer in Iserlohn. Das Wohnhaus ist bereits im Urkataster der Stadt Iserlohn von 1829/1830 unter der Straßenbezeichnung „Am Kirchhof“ verzeichnet. Das Innere und Äußere des zweigeschossigen Gebäudes wurde mit seinem später angebautem Hinterhaus Am Zeughaus 14a am 3. Mai 2013 als Denkmal unter Schutz gestellt und in die Liste der Baudenkmäler der Stadt Iserlohn unter laufender Nummer 234 eingetragen.

## Architektur und Geschichte
Das Haupthaus mit einem acht Gebinde langen Gerüst, das geschossig abgezimmert und mit Kopfstreben ausgesteift wurde, befindet sich über einem aus Bruchstein gemauerten und mit Balkendecke geschlossenen Keller. Der Hauseingang befindet sich in der Mitte der dreiachsig, symmetrisch angelegten südlichen Straßenfront. Die Symmetrie setzt sich auch im Inneren des Hauses fort. Die Verschieferung der Gebäudewest- und Südseite erfolgte später. Auch etwas später wurde an der straßenseitigen Traufe ein fast hausbreiter Giebel mit einer Ladeluke herausgebaut. Um die Mitte des 19. Jahrhunderts wurde das Hinterhaus (Am Zeughaus 14 A) angebaut und schloss eine Lücke zu dem etwas oberhalb liegenden ebenfalls denkmalgeschützten Hinterhaus Südengraben 12 A.
Nachweislich erster Bewohner des Hauses war im Jahr 1818 bis in das Jahr 1829 der Lehrer Reinhard C. D. Lürmann mit seiner Familie. Zu dieser Zeit hatte das Gebäude die Anschrift „Am Kirchhoff“. Später lautete die Straßenbezeichnung in einem Stadtplan von 1882 „Inselstraße“, 1980 umbenannt in „Am Zeughaus“.
Als das Haus 1980 zum Verkauf stand, interessierte sich der Förderverein Iserlohner Museen für das Gebäude. Zu einem Verkauf an den Verein kam es jedoch nicht.
1992 gab es Diskussionen darüber, ob für den Straßenzug an der alten Stadtmauer „Am Zeughaus 2 bis 14“ ein Denkmalbereich auszuweisen wäre. Hierzu kam es jedoch nicht. 2011 setzte sich das FriedensPlenum Iserlohn für den Erhalt des Hauses Am Zeughaus 14 ein. Der Eigentümer des Gebäudes hielt aber eine wirtschaftliche Nutzung nicht für möglich.
Nach Eigentumsaufgabe im Jahr 2013 sah sich die Stadt Iserlohn wegen der Einsturzgefahr des Gebäudes gezwungen, das Haus im Zuge der Gefahrenabwehr zu übernehmen. 2014 wurde die Iserlohner gemeinnützige Wohnungsbaugesellschaft (IGW) mit der Erarbeitung und Umsetzung einer Revitalisierungsstrategie beauftragt.
2014 erwarb die Iserlohner gemeinnützige Wohnungsbaugesellschaft das Gebäude Am Zeughaus 14/14a zusammen mit anderen historischen Objekten und es gab erste Planungen zur Sanierung und späteren möglichen Nutzung des mittlerweile denkmalgeschützten Hauses 14/14a. Zusammen mit der Stadt Iserlohn wurden 2016 Fördermittel für die sehr hohen Sanierungskosten beim Land Nordrhein-Westfalen (Städtebauförderung) beantragt. Ende 2017 wurde die Förderung bewilligt. 2018 folgten Architektenplanungen, Bauantrag und denkmalrechtliche Erlaubnis.
2019 konnte mit der vollständigen denkmalgerechten Kernsanierung des Hauptgebäudes Am Zeughaus 14 und der Fachwerksanierung begonnen werden. Aufgrund der extrem schlechten Bausubstanz der beiden Anbauten Am Zeughaus 14a mussten diese im März 2019 abgerissen werden. Im Hauptgebäude wurden teilweise erhaltene Lehmwände freigelegt.
Am 12. Juni 2019 erfolgte die Grundsteinlegung. 
Nicht mehr erhaltbare Teile des Fachwerks wurden durch neue ersetzt. Es folgte die Ausmauerung der Gefache und der Einbau denkmalgerechter Holzsprossenfenster. Im Inneren des Gebäudes wurde das Fachwerk teilweise mit Lehmputz versehen und die Wetterseiten der West- und Südfassade mit Schiefer verkleidet.
Auf Initiative der IGW, der Arbeiterwohlfahrt Hagen und des Jobcenters Märkischer Kreis eröffnete im August 2020 in dem denkmalgerecht sanierten Gebäude eine gastronomische Einrichtung, die die Beschäftigung von Langzeitarbeitslosen fördern soll.